# Коскогорское сельское поселение
Коскогорское сельское поселение или муниципальное образование «Коскогорское» — упразднённое муниципальное образование со статусом сельского поселения в Приморском муниципальном районе Архангельской области России.
Соответствует административно-территориальной единице в Приморском районе — Коскогорскому сельсовету (с центром в посёлке Боброво).
Административный центр находился в посёлке Боброво.

## География
Поселение было расположено в южной части Приморского района Архангельской области на правом берегу реки Северная Двина. Граничило с МО «Лявленское» Приморского района на северо-западе и с МО «Ухтостровское» Холмогорского района на юго-востоке.

## История
Муниципальное образование было образовано в 2006 году.
В 2015 году муниципальное образование было упразднено путём объединения Лявленского и Коскогорского сельских поселений в одно муниципальное образование Боброво-Лявленское сельское поселение.
Коскогорский сельский совет рабочих, крестьянских и солдатских депутатов был образован в 1920 году в деревне Косково Лявленской волости Архангельского уезда Архангельской губернии. В связи с укрупнением волостей в 1924 году Коскогорский сельский совет вошёл в состав Кехотской волости. В 1927 году в связи с укрупнением волостей Коскогорский сельсовет вошёл в состав Подгородней волости.
После ликвидации в 1929 году губернского-уездно-волостного административного деления, Коскогорский сельсовет вошёл в состав Архангельского района Архангельского округа Северного края. В 1931 году Архангельский район был ликвидирован, а Коскогорский сельсовет вошёл в состав Холмогорского района Северного края. В 1936—1937 годах — в составе Северной области.
С 1937 года Коскогорский сельский совет был в составе Холмогорского района Архангельской области. В 1950 году, в связи с изменением территорий районов, он перешёл в Приморский район Архангельской области.

## Население
| 2007 | 2010  | 2011  | 2012  | 2013  | 2014  | 2015  |
| ---- | ----- | ----- | ----- | ----- | ----- | ----- |
| 1735 | ↘1418 | ↘1412 | ↗1418 | ↘1386 | ↘1330 | ↘1324 |

## Состав
В состав Коскогорского сельского поселения входили:
- деревня Боброво
- посёлок Боброво
- деревня Бутырская
- посёлок Вайново
- деревня Емельяновская
- деревня Заручевская
- деревня Карандашевская
- деревня Косково
- разъезд Лодемский
- деревня Савинская
- деревня Степановская
- деревня Ценовец
- деревня Шеинская

### Карты
- Топографическая карта. К югу от Архангельска — 1 : 100 000